# Volksbank Löningen
Die Volksbank eG ist eine deutsche Genossenschaftsbank mit Sitz in der niedersächsischen Stadt Löningen im Landkreis Cloppenburg.

## Geschichte
In Löningen fand die Gründung der dann als Raiffeisenbank Löningen firmierenden Genossenschaft am 24. Juli 1898 statt. Am 4. Januar 1885 wurde in Lindern die dann als Raiffeisenbank Lindern firmierende Genossenschaft gegründet. Im Jahr 2002 erfolgte die Fusion der zwischenzeitlich als Volksbank eG firmierenden Bank in Löningen mit der ebenfalls zwischenzeitlich als Volksbank Lindern eG firmierenden Nachbargenossenschaft.

## Rechtsverhältnisse
Die Volksbank eG ist im Genossenschaftsregister beim Amtsgericht Oldenburg (Oldenburg) unter GnR 150011 eingetragen.

## Organisationsstruktur
Rechtsgrundlagen sind das Genossenschaftsgesetz und die durch die Vertreterversammlung beschlossene Satzung. Organe der Bank sind der Vorstand, der Aufsichtsrat und die Vertreterversammlung.

## Sicherungseinrichtung
Die Volksbank eG ist der amtlich anerkannten Sicherungseinrichtung des Bundesverbandes der Deutschen Volksbanken und Raiffeisenbanken GmbH und der zusätzlichen freiwilligen Sicherungseinrichtung des Bundesverbandes der Deutschen Volksbanken und Raiffeisenbanken e.V. angeschlossen.

## Geschäftsausrichtung
Die Volksbank eG betreibt das Universalbankgeschäft. Im Verbundgeschäft arbeitet sie mit der DZ Bank, R+V Versicherung, Bausparkasse Schwäbisch Hall, Teambank, VR Leasing, DZ Hyp und der Union Investment zusammen.

## Geschäftsgebiet
Das Geschäftsgebiet liegt im Südwesten des Landkreises Cloppenburg.
An diesen Orten betreibt die Bank Filialen:
- Löningen (Hauptstelle, jur. Sitz)
- Lindern (Geschäftsstelle)